# Hemdglunker

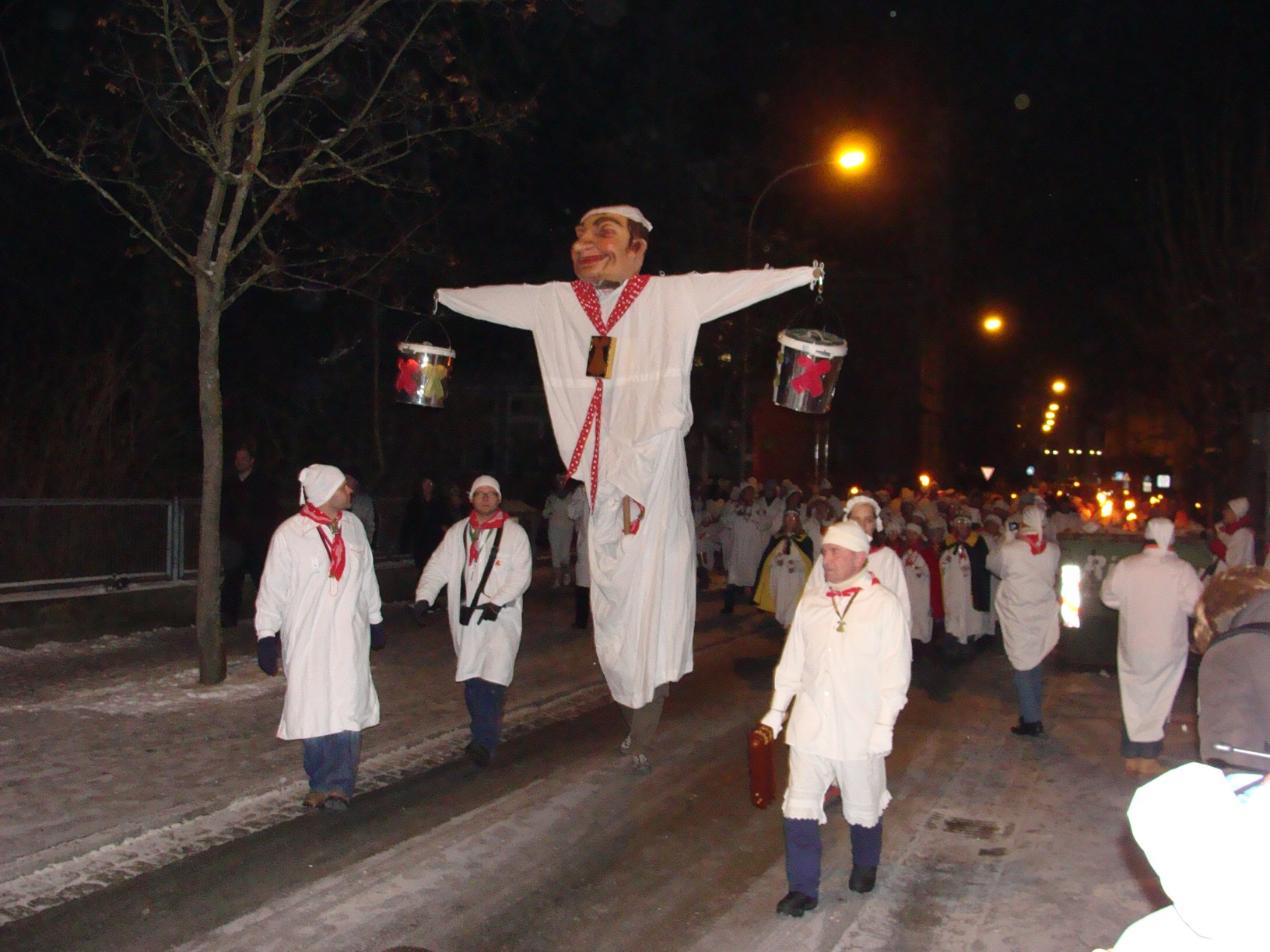
Hemdglonker in Radolfzell am Bodensee mit Hemdglonkerpuppe, 2010

Als Hemdglunker oder Hemdglonker bezeichnen sich Teilnehmer eines Hemdglunker-Umzugs (auch Hemdglunki-Umzug), der in vielen Orten Teil der Fastnacht ist. Dabei ziehen die Hemdglunker in weißen Nachthemden und -mützen durch den Ort und lärmen z. B. mit Glocken, Schellen und alten Topfdeckeln. Der Umzug findet in der Woche vor Aschermittwoch statt; in der Schwäbisch-alemannischen Fasnet meist am Abend oder am frühen Morgen des Schmotzigen Dunschtigs. An diesem Tag gibt es bei der Solothurner Fasnacht einen ähnlichen Brauch: Die Chesslete. Und auch im oberbayerischen Dorfen wird beim „Hemadlenzen“ am unsinnigen Donnerstag ein Umzug in weißen Nachthemden veranstaltet.

## Alemannische Wurzeln
Glunke ist im Mittelhochdeutschen eine „baumelnde, hängende Locke“. Daraus entstand glunken bzw. glonken im Sinn von herumschwanken oder auch herumhängen. Daraus abgeleitet wurde der Begriff Glonker, ein Müßiggänger.
Das Wort Glunker stammt aus dem Alemannischen und bedeutet so viel wie verlottert, gammelig. Die Rede des Hemdglonkerkönigs in Konstanz wird im Dialekt gehalten.

## Entstehung in Konstanz
Der Legende nach wollten Jungen des Internats Stephansschule in Konstanz im 19. Jahrhundert auch Fasnacht feiern. Sie kletterten in ihren weißen Nachthemden über die Schulmauern und mischten sich unter das Narrenvolk. Der Hemdglonkerumzug wird für Konstanz das erste Mal 1879 erwähnt, als an Fasnet weiß gekleidete Schüler mit weißer Zipfelmütze, fackeltragend und lärmend vor die Wohnungen ihrer Professoren zogen, um diesen deren Schrulligkeiten und Lässlichkeiten vorzuhalten.
Die Glonkerumzüge entstanden in Konstanz und verbreiteten sich dann im schwäbisch-alemannischen Gebiet:

„Hemdglonkerumzüge sind in der schwäbisch-alemannischen Fasnachtslandschaft bis hinauf in den Schwarzwald weit verbreitet, doch ihr Ursprung lag in Konstanz. Es waren hauptsächlich Lehrer, die den Hemdglonkerbrauch von hier auf die Dörfer und Städte im weiten Umkreis trugen.“

Hemdglonker wurden in der Konstanzer Zeitung vom 21. Februar 1882, der Hemdglonkerumzug in der Konstanzer Zeitung vom 19. Februar 1887 und der Wagen des Hemdglonkerkönigs im Umzug von 1904 in einem Schreiben des ehemaligen Schülers Leo Braun erwähnt. In den Jahren 1915–1920 (Auswirkungen des Ersten Weltkriegs) und 1940–1947 (Auswirkungen des Zweiten Weltkriegs) fielen die Umzüge aus. Seit 1948 fanden sie – mit einer Ausnahme während des Zweiten Golfkriegs 1991 – jährlich statt.

## Regionale und lokale Besonderheiten
Teilweise werden auch Hemdglonkerkönig und -königin gewählt.

### Fastnachtslandschaft Bodensee-Linzgau Schweiz
In Konstanz am Bodensee werden am Abend des „Schmotzige Dunschtig“ im Hemdglonker-Umzug auf hölzernen Gestellen montierte und von innen beleuchtete Transparente durch die Niederburg (ältestes, mittelalterlich geprägtes Konstanzer Stadtviertel) getragen: Sie werden in den Wochen vor dem Umzug in den Schulen von einzelnen Schulklassen vorbereitet und stellen in karikierender Bild- und Versform typische bzw. aktuelle Lehrer-Schüler-Situationen dar. Die Stimmung beim Umzug wird durch Lärminstrumente wie Topfdeckel und Weinbergrätsche und Narrenrufe wie „Hoorig, hoorig isch die Katz, …“ oder „Narro, Narro siebe siebe, siebe Narre sind es gsi, …“ angefacht. Früher wurden die Transparente am Ende des Umzugs verbrannt. Am Umzug (früher im Fackelschein) mit etwa 3.000 Hemdglonkern aus neun verschiedenen Schulen und mit nichtorganisierten Hemdglonkern nehmen als musikalische Begleitung etwa sechs Konstanzer Fanfarenzüge teil. Die Organisation des Umzugs übernimmt traditionell die Narrengesellschaft Niederburg. Hierbei wird sie unterstützt durch zahlreiche weitere Narrenvereine in Konstanz, die sich als Umzugsbegleiter etc. zur Verfügung stellen. Eine weitere Besonderheit sind mitgetragene überlebensgroße Hemdglonkerpuppen, „Gole“ genannt. Das Wort könnte eine Abwandlung von Goliath sein.
In Allensbach nimmt der Hemdglonkerumzug die Route Höhrenbergstraße, Sankt-Anna-Gasse, Konstanzer Straße bis zum katholischen Pfarrheim.
Auf der Insel Reichenau nimmt der Hemdglonkerumzug die Route Pirminstraße (Höhe Ergat), Mittelzeller Straße, Hirschengasse, Freiherr-von-Hundbiss-Straße, Obere Ergat.
In Radolfzell findet der Hemdglonkerumzug am Mittwochabend vor dem „Schmotzige Dunschtig“ statt. Veranstalter ist der Turnverein. Der Umzug mit etwa 1.500 Hemdglunkern führt durch die Altstadt. Anschließend ist „Preiskleppern“ im Restaurant Scheffelhof, wo die „Klepperlehoheiten“ gewählt werden. In verschiedenen weiteren Lokalen finden nach dem Umzug ebenfalls Veranstaltungen statt, unter anderem im Zunfthaus der Narrizella Ratoldi.
In Meersburg ziehen etwa 300 „Hemmedglonker“, bekleidet mit weißen Nachthemden, am Abend des „Schmotzige Dunschtig“ mit Fackeln vom Hafen in der Unterstadt über die Steigstraße in die Oberstadt. Die Tradition des Hemdglonkerumzugs wurde im Jahr 1928 aus Konstanz vom ehemaligen Meersburger Bürgermeister Karl Moll übernommen. Zum Abschluss hält der Hemmedglonkerkönig in der Winzergasse beim Schnabelgiere-Brunnen unterhalb der Pfarrkirche eine Rede „uff Meerschburgerisch“ (Bodenseealemannisch) an die Hemmedglonker.
Weitere Hemdglonkerumzüge finden in Ludwigshafen am Bodensee, Markdorf, Überlingen und Pfullendorf statt.
In Kreuzlingen wird der Hemdglonkerumzug durch die Narrengesellschaft Emmishofen (NGE) betreut.
In Solothurn gibt es einen ähnlichen Brauch, die sogenannte Chesslete.

### Fastnachtslandschaft Donau
In der Fastnachtslandschaft Donau finden abends am Schmutzigen Donnerstag in Sigmaringen und Stetten am kalten Markt sowie morgens am Fastnachtsmontag in Fridingen Hemdglonkerumzüge statt.

### Fastnachtslandschaft Hegau
In der Fastnachtslandschaft Hegau finden Hemdglonkerumzüge am Abend des Schmutzigen Donnerstags in Engen, Gottmadingen, Meßkirch und Singen (Hohentwiel) und am Fastnachtsmontag nachmittags in Stockach statt.

### Fastnachtslandschaft Neckar-Alb
In der Fastnachtslandschaft Neckar-Alb wird abends am Schmutzigen Donnerstag in Bad Cannstatt und in Stetten (Haigerloch) ein Hemdglonkerumzug veranstaltet.

### Fastnachtslandschaft Oberschwaben-Allgäu

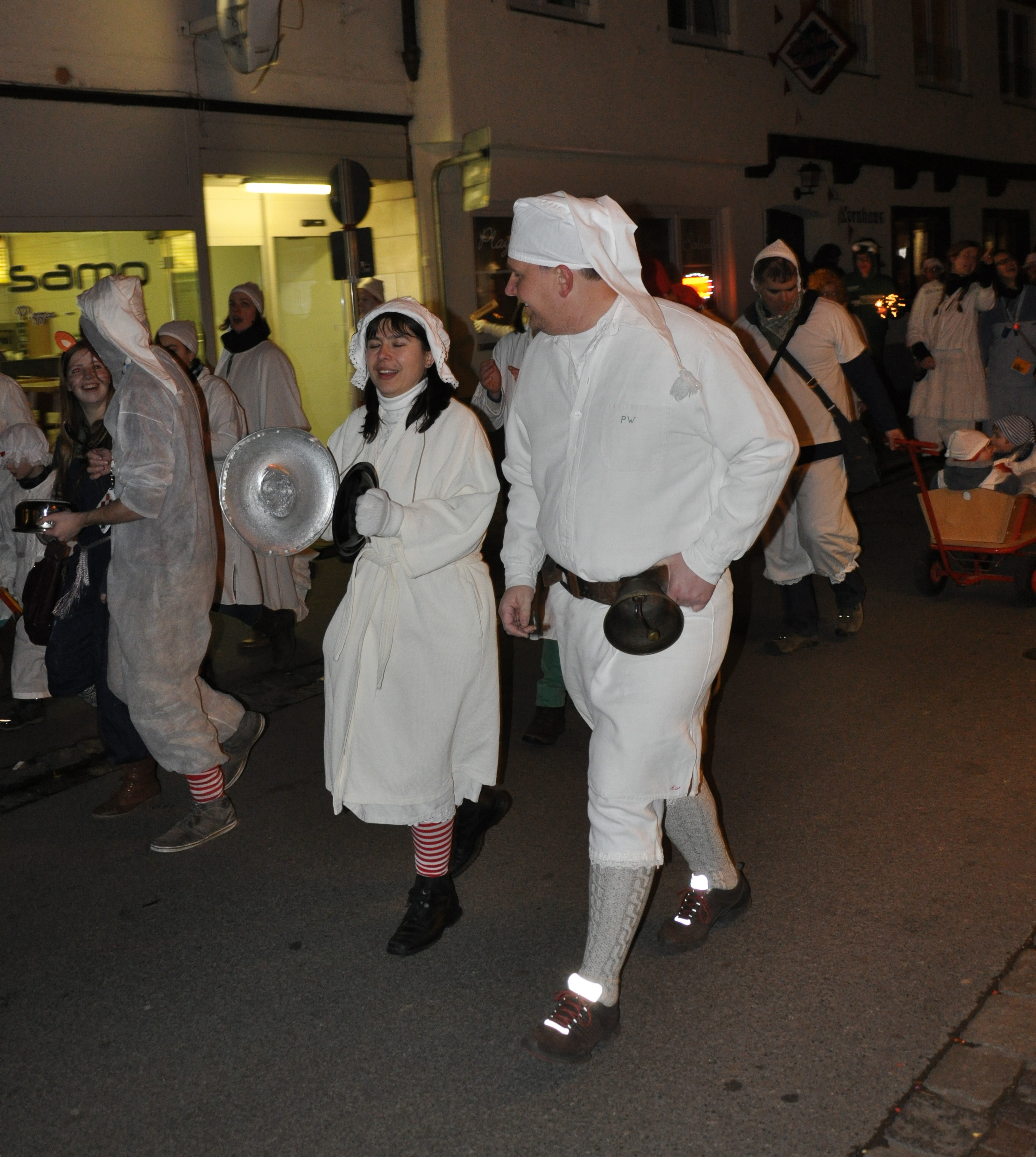
Hemdglonkerumzug Weingarten, 2014

In der Fastnachtslandschaft Oberschwaben-Allgäu findet der Hemdglonkerumzug am Gumpigen Donnerstag abends in Weingarten, Fischbach und Bad Schussenried, am Bromigen Freitag abends in Ravensburg und in Baienfurt, am Fastnachtssonntag abends in Tettnang und am Fastnachtsdienstag abends in Aulendorf statt.

### Fastnachtslandschaft Schwarzwald
In der Fastnachtslandschaft Schwarzwald wird der Ausdruck Hemdglunker, Hemdklunker, Hemdglonker sowie Hemdglunki oder Hemliglunki verwandt. Umzüge sind in Gengenbach (zwei Samstage vor dem Fastnachtssamstag) sowie in Bad Dürrheim, Endingen am Kaiserstuhl, Furtwangen, Grenzach-Wyhlen, Hornberg, Inzlingen, Löffingen, Lörrach, Maulburg, Schönau, Schopfheim, Steinen, Waldkirch, Wehr und Zell im Wiesental am Abend des Schmutzigen Donnerstags üblich.

## Film
- Hemdglonker Umzug 2011 (in Konstanz). Auf Youtube von svenjaenecke
- Constanzia und Colonia. Gezeigt auf SWR/SR am 27. Januar 2013, 20:15–21:45 Uhr. Produktion SWR. (Darunter im ersten Drittel des Films der Hemmedglonkerumzug in Konstanz mit Transparenten und Gole durch die Niederburg, vorbei am Konstanzer Münster und Stephansplatz).

### Hemdglonkerumzug in Konstanz
- www.brauchwiki.de: Hemdglonkerumzug in Konstanz
- Bilder vom Konstanzer Hemdglonkerumzug 2010, 2014
- www.hemdglonker.de: Konstanzer Hemdglonkerforum
- www.blaetzlebue.de: Der Hemdglonker – Eine mehr als hundertjährige Traditionsfigur
- www.narren-spiegel.de: Hemdglonkerumzüge
- www.narrengesellschaft-niederburg.de: Der Hemdglonker-Umzug
- (als) Rosemarie Banholzer: Hembglonkereie
- Video vom Hemdglonkerumzug